# Сензо Меїва
Сензо Меїва (англ. Senzo Meyiwa, 24 вересня 1987, Дурбан — 26 жовтня 2014) — південноафриканський футболіст, що грав на позиції воротаря.
Виступав, зокрема, за клуб «Орландо Пайретс», а також національну збірну ПАР.

## Клубна кар'єра
Народився 24 вересня 1987 року в місті Дурбан.
У дорослому футболі дебютував 2005 року виступами за команду «Орландо Пайретс», кольори якої і захищав протягом усієї своєї кар'єри гравця, що тривала десять років. Більшість часу, проведеного у складі «Орландо Пайретс», був основним голкіпером команди. Відзначався досить високою надійністю, пропускаючи в іграх чемпіонату в середньому менше одного гола за матч.

## Виступи за збірну
У 2005 році дебютував в офіційних матчах у складі національної збірної ПАР.
У складі збірної був учасником Кубка африканських націй 2013 року у ПАР.
Загалом протягом кар'єри в національній команді, яка тривала 10 років, провів у її формі 26 матчів, пропустивши 20 голів.
Загинув 26 жовтня 2014 року на 28-му році життя внаслідок вбивства.